# Benkara armigera
Benkara armigera là một loài thực vật có hoa trong họ Thiến thảo. Loài này được (K.Schum.) Ridsdale mô tả khoa học đầu tiên năm 2008.